# Lasiocnemus hyalipennis
Lasiocnemus hyalipennis är en tvåvingeart som beskrevs av Emile Janssens 1952. Lasiocnemus hyalipennis ingår i släktet Lasiocnemus och familjen rovflugor. Inga underarter finns listade i Catalogue of Life.